# Dysalotosaurus lettowvorbecki
Dysalotosaurus lettowvorbecki ("lagarto difícil de atrapar de Paul von Lettow-Vorbeck") es la única especie conocida del género extinto Dysalotosaurus, un dinosaurio iguanodontiano driosáurido que vivió a finales del período Jurásico, hace aproximadamente 155 millones de años durante el Kimmeridgiense, en lo que es hoy África. 

## Descripción
Dysalotosaurus era un animal de tamaño medio, con largas patas traseras y una cola de más de la mitad de su cuerpo que lo ayudaban a correr rápidamente. Los miembros anteriores eran relativamente más largos que los de su pariente Dryosaurus. El extremo de su boca presentaba un pico córneo que utilizaba para ramonear, y posiblemente carrillos en los laterales. La determinación del tamaño máximo de Dysalotosaurus es difícil, porque incluso el más grande de sus huesos preservados no pertenece a animales cuyo crecimiento ya se ha detenido, lo mismo se aplica también a los del estrechamente relacionado Dryosaurus. El esqueleto de D. lettowvorbecki expuesto en el Museo de Historia Natural de Berlín, formado a partir de los restos óseos de varios individuos diferentes, tiene una longitud de 2,28 metros y una altura de 1,13 metros. Maier en 2003 afirma que también se conocen los huesos de individuos aproximadamente un tercio más grandes que el esqueleto de Berlín. Galton en 1977 basado en un esqueleto del Museo de Berlín, estimó la longitud de D. lettowvorbecki en alrededor de 2,5 metros. Witzmann et al en 2008 estimaron la longitud Dysalotosaurus entre 2 a 4 metros. Hübner en 2007 informaron de huesos conocidos de D. lettowvorbecki que pertenecen a individuos con una longitud de 0,7 a 5 metros. Más de la mitad de la longitud del cuerpo corresponde a la cola. Heinrich, Ruff y Weishampel en 1993 estimaron el peso de un adulto de D. lettowvorbecki en aproximadamente 70 kilogramos. Hübner en 2011, al examinar la punta femoral distal marcada como MB.R.2144, perteneciente a uno de los individuos más grandes conocidos, calculó el peso del animal en 116,53 kg.

## Descubrimiento e investigación
Sus fósiles se han hallado en rocas de edad de finales del Jurásico Superior de la Formación Tendaguru, Tanzania. La especie tipo de Dysalotosaurus es D. lettowvorbecki. Dysalotosaurus fue nombrado por Virchow en 1919. Ha sido tradicionalmente referido a su casi contemporáneo Dryosaurus pero los estudios recientes han rechazado esa sinonimización.

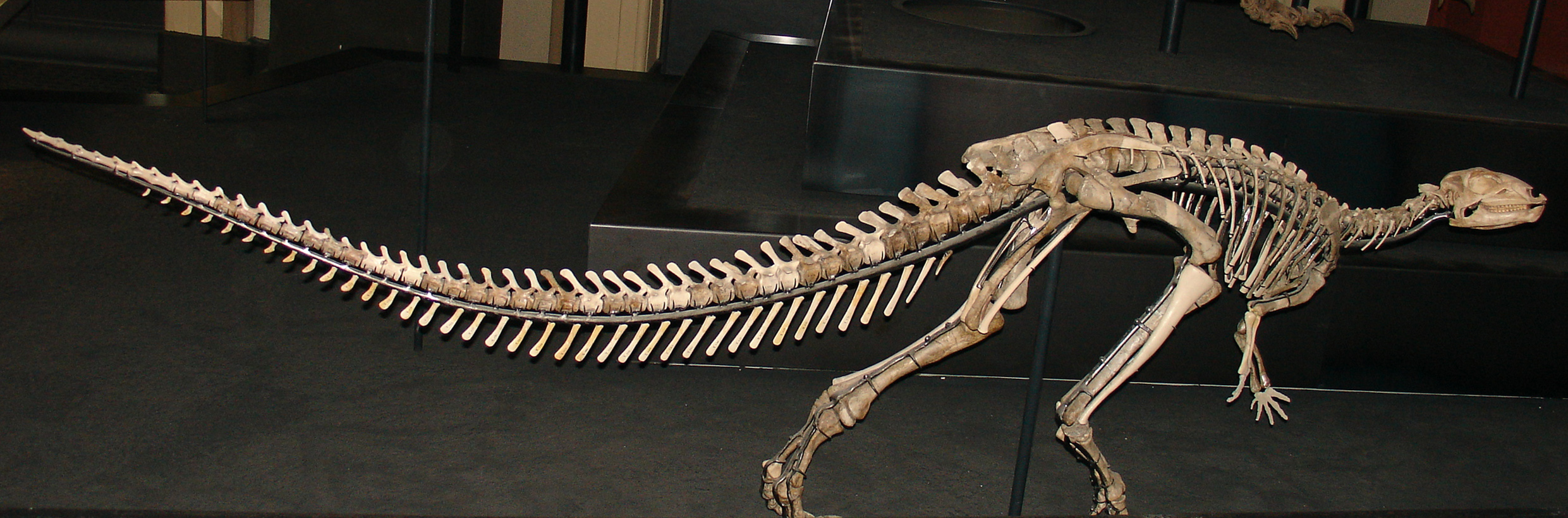
Vista de perfil del esqueleto

El nombre de la única especie, D. lettowvorbecki apareció por primera vez en 1919 en una de las publicaciones de Hans Virchow, pero el género fue descrito formalmente solo en 1920 por Josef Pompeckia.
Todos los fósiles conocidos de Dysalotosaurus fueron descubiertos entre los años 1910 a 1913 por paleontólogos alemanes en el área de la cantera Ig/WJ ubicada a unos 2,5 kilómetros al noroeste de Tendaguru en Tanzania, en sedimentos que datan del Kimeridgiano. Todos los fósiles provienen de dos centros óseos de pequeño tamaño pero gran número de fósiles. El material de D. lettowvorbecki que se originó de ellos ha sido marcado con más de catorce mil números de catálogo. La gran mayoría de los fósiles de Dysalotosaurus descubiertos en ese momento son huesos sueltos, pero también se han descubierto varios esqueletos más completos y parcialmente articulados.
En la cantera Ig/WJ, fósiles de varios dinosaurios también han sido descubiertos, incluyendo los holotipos de Elaphrosaurus y Kentrosaurus al menos una y tal vez dos especies de saurópodo y quizás también un segundo taxón del grupo de los terópodos como también fósiles de pterosaurios, crocodilomorfos , lepidosaurios, anfibios y tres especies de mamíferos, Tendagurutherium dietrichi, Tendagurodon janenschi y Allostaffia aenigmatica; sin embargo, la gran mayoría de los fósiles descubiertos en esta cantera son huesos de Dysalotosaurus.
Una gran parte de los huesos de D. lettowvorbecki, incluyendo la mayoría de los esqueletos articulados examinados por Pompeckja fueron destruidos por los bombardeos aliados sobre Alemania durante la Segunda Guerra Mundial o desaparecieron durante la misma. Las únicas fuentes de información sobre los fósiles son los bocetos hecho antes de que se destruyeran y la publicación de Werner Janensch de 1955. Entre los especímenes que han sobrevivido, sólo uno conserva aproximadamente el 50% del esqueleto.
Peter Galton en 1977, comparó los fósiles de Dysalotosaurus lettowvorbecki con los de Dryosaurus altus de Norteamérica. Declaró que las similitudes entre ellos son lo suficientemente grandes como para justificar que no sean clasificados en géneros distintos. Según Galton, la principal diferencia en la constitución de los cráneos de D. altus y D. lettowvorbecki es el hueso supraorbital más alargado en D. altus. Otras diferencias entre los cráneos de ambas especies en su opinión resultan del daño al cráneo preservado de D. altus. Galton también afirmó que algunas características de la estructura del cráneo por ejemplo, la forma de una sutura ubicada antes y debajo de D. altus y D. lettowvorbecki difieren menos que los diferentes individuos de la especie Hypsilophodon foxii entre sí. Eventualmente, Galton consideró a Dysalotosaurus como un sinónimo más moderno de Dryosaurus,, sin embargo, mantuvo a D. lettowvorbecki como una especie separada dentro del género Dryosaurus.
En una publicación posterior Galton llegó a decir que si el fósil de D. lettowvorbecki hubiese sido descubierto en el mismo continente y en los mismos sedimentos que los fósiles de D. altus, serían considerados como representantes de la misma especie. Luego de Galton, también los otros autores posteriores generalmente incluyen a D. lettowvorbecki dentro de Dryosaurus. Como resultado de la presencia de representantes del género Dryosaurus tanto en los sedimentos de la formación Morrison como de Tendaguru, Galton interpretó esto como evidencia de la similitud de la fauna de dinosaurios que habitan en el Jurásico Superior en la actual América del Norte y el Este de África, y la existencia en este periodo de un puente de tierra entre Laurasia y Gondwana.
Dryosaurus y Dysalotosaurus se incluyeron en el análisis cladístico llevado a cabo por Varricchio y colegas en 2007. De acuerdo con este análisis, estas especies fueron taxones hermanos. Este análisis confirmó que tanto D. altus como D. lettowvorbecki pertenecían a la familia monofilética Dryosauridae. Rauhut y López-Arbarello en 2008 consideraron que la pertenencia de Dysalotosaurus lettowvorbecki al tipo de Dryosaurus no se ha demostrado suficientemente. Los autores señalaron que para 2008 no se había llevado a cabo ningún análisis cladístico donde se hayan incluido D. altus y D. lettowvorbecki con otros supuestos representantes de Dryosauridae. Tal análisis debería confirmar que estas dos especies están más relacionadas entre sí que con otros representantes de Dryosauridae.
Un número mayor de representantes de Dryosauridae se incluyeron en el análisis cladístico de McDonald, Barrett y Chapman de 2010. También en este análisis se vio que Dryosaurus y Dysalotosaurus pertenecen a un Dryosauridae monofilético. Sin embargo, de acuerdo con este análisis, estas especies no son taxones hermanos, pero permanecen en un politomía no resuelta con el género Callovosaurus y Kangnasaurus y con el clado que abarca los géneros Elrhazosaurus y Valdosaurus. Por lo tanto, no hay ninguna base para reconocer Dryosaurus altus y Dysalotosaurus lettowvorbecki como especies que pertenecen al mismo género.
Un análisis cladístico posterior realizado por Barrett y colaboradores en 2011 muestra que Dysalotosaurus fue el taxón hermano de un clado formado por Elrhazosaurus y Valdosaurus. Además, según Hübner en 2011, las diferencias anatómicas entre Dryosaurus y Dysalotosaurus son más numerosas de lo que suponía Galton. Ambos tipos difieren en muchas características de la estructura del cráneo, incluidas las diferencias en la forma del hueso frontal, hueso lagrimal, hueso prefrontal, fenestra antorbital y ventana temporal inferior y postcranial, además de diferencias en la estructura del fémur, tarso, metatarsianos, ambos extremos del húmero y el extremo proximal del peroné. De acuerdo a las diferencias que Hübner reconoce en la estructura de los esqueletos, Dryosaurus y Dysalotosaurus tienen diferencias más numerosas que las que existen entre muchos tipos de esqueletos postcraneales de hadrosáuridos cretácicos, lo que justifica aún más su reconocimiento como distintos tipos de dinosaurios.

### Etimología
El nombre significa tanto como "lagarto difícil de atrapar", del griego Δυσάλωτος dysálōto "difícil de atrapar" y σαύρα saur "lagarto" en latín y es probablemente, en alusión al cuerpo ligero del animal. La segunda parte del nombre de la especie, D. lettowvorbecki, honra a Paul von Lettow-Vorbeck, un oficial alemán que sirvió durante la Primera Guerra Mundial en el África Oriental Alemana.

## Clasificación
Dysalotosaurus se encuentra incluido en la familia Dryosauridae, un grupo basal dentro de Iguanodontia. Barrett en 2011 incluye a Dysalotosaurus con los géneros Valdosaurus y Elrhazosaurus en un clado dentro de los Dryosauridae, basándose en las similitudes de los huesos metatarsianos superiores.

### Sistemática
El siguiente cladograma sigue el análisis de Paul M. Barrett, Richard J. Butler, Richard J. Twitchett y Stephen Hutt de 2011.

|  | Muttaburrasaurus |
|  |                  |
|  | Rhabdodon        |
|  |                  |
|  | Zalmoxes         |
|  |                  |

|  | Dysalotosaurus                                                |
|  |                                                               |
|  | \| \| Valdosaurus \| \| \| \| \| \| Elrhazosaurus \| \| \| \| |
|  |                                                               |
|  | Valdosaurus                                                   |
|  |                                                               |
|  | Elrhazosaurus                                                 |
|  |                                                               |

|  | Valdosaurus   |
|  |               |
|  | Elrhazosaurus |
|  |               |

|  | Dysalotosaurus                                                |
|  |                                                               |
|  | \| \| Valdosaurus \| \| \| \| \| \| Elrhazosaurus \| \| \| \| |
|  |                                                               |
|  | Valdosaurus                                                   |
|  |                                                               |
|  | Elrhazosaurus                                                 |
|  |                                                               |

|  | Valdosaurus   |
|  |               |
|  | Elrhazosaurus |
|  |               |

|  | Dysalotosaurus                                                |
|  |                                                               |
|  | \| \| Valdosaurus \| \| \| \| \| \| Elrhazosaurus \| \| \| \| |
|  |                                                               |
|  | Valdosaurus                                                   |
|  |                                                               |
|  | Elrhazosaurus                                                 |
|  |                                                               |

|  | Valdosaurus   |
|  |               |
|  | Elrhazosaurus |
|  |               |

|  | Dysalotosaurus                                                |
|  |                                                               |
|  | \| \| Valdosaurus \| \| \| \| \| \| Elrhazosaurus \| \| \| \| |
|  |                                                               |
|  | Valdosaurus                                                   |
|  |                                                               |
|  | Elrhazosaurus                                                 |
|  |                                                               |

|  | Valdosaurus   |
|  |               |
|  | Elrhazosaurus |
|  |               |

|  | Dysalotosaurus                                                |
|  |                                                               |
|  | \| \| Valdosaurus \| \| \| \| \| \| Elrhazosaurus \| \| \| \| |
|  |                                                               |
|  | Valdosaurus                                                   |
|  |                                                               |
|  | Elrhazosaurus                                                 |
|  |                                                               |

|  | Valdosaurus   |
|  |               |
|  | Elrhazosaurus |
|  |               |

|  | Dysalotosaurus                                                |
|  |                                                               |
|  | \| \| Valdosaurus \| \| \| \| \| \| Elrhazosaurus \| \| \| \| |
|  |                                                               |
|  | Valdosaurus                                                   |
|  |                                                               |
|  | Elrhazosaurus                                                 |
|  |                                                               |

|  | Valdosaurus   |
|  |               |
|  | Elrhazosaurus |
|  |               |

|  | Dysalotosaurus                                                |
|  |                                                               |
|  | \| \| Valdosaurus \| \| \| \| \| \| Elrhazosaurus \| \| \| \| |
|  |                                                               |
|  | Valdosaurus                                                   |
|  |                                                               |
|  | Elrhazosaurus                                                 |
|  |                                                               |

|  | Valdosaurus   |
|  |               |
|  | Elrhazosaurus |
|  |               |

|  | Dysalotosaurus                                                |
|  |                                                               |
|  | \| \| Valdosaurus \| \| \| \| \| \| Elrhazosaurus \| \| \| \| |
|  |                                                               |
|  | Valdosaurus                                                   |
|  |                                                               |
|  | Elrhazosaurus                                                 |
|  |                                                               |

|  | Valdosaurus   |
|  |               |
|  | Elrhazosaurus |
|  |               |

|  | Muttaburrasaurus |
|  |                  |
|  | Rhabdodon        |
|  |                  |
|  | Zalmoxes         |
|  |                  |

|  | Dysalotosaurus                                                |
|  |                                                               |
|  | \| \| Valdosaurus \| \| \| \| \| \| Elrhazosaurus \| \| \| \| |
|  |                                                               |
|  | Valdosaurus                                                   |
|  |                                                               |
|  | Elrhazosaurus                                                 |
|  |                                                               |

|  | Valdosaurus   |
|  |               |
|  | Elrhazosaurus |
|  |               |

|  | Dysalotosaurus                                                |
|  |                                                               |
|  | \| \| Valdosaurus \| \| \| \| \| \| Elrhazosaurus \| \| \| \| |
|  |                                                               |
|  | Valdosaurus                                                   |
|  |                                                               |
|  | Elrhazosaurus                                                 |
|  |                                                               |

|  | Valdosaurus   |
|  |               |
|  | Elrhazosaurus |
|  |               |

|  | Dysalotosaurus                                                |
|  |                                                               |
|  | \| \| Valdosaurus \| \| \| \| \| \| Elrhazosaurus \| \| \| \| |
|  |                                                               |
|  | Valdosaurus                                                   |
|  |                                                               |
|  | Elrhazosaurus                                                 |
|  |                                                               |

|  | Valdosaurus   |
|  |               |
|  | Elrhazosaurus |
|  |               |

|  | Dysalotosaurus                                                |
|  |                                                               |
|  | \| \| Valdosaurus \| \| \| \| \| \| Elrhazosaurus \| \| \| \| |
|  |                                                               |
|  | Valdosaurus                                                   |
|  |                                                               |
|  | Elrhazosaurus                                                 |
|  |                                                               |

|  | Valdosaurus   |
|  |               |
|  | Elrhazosaurus |
|  |               |

|  | Dysalotosaurus                                                |
|  |                                                               |
|  | \| \| Valdosaurus \| \| \| \| \| \| Elrhazosaurus \| \| \| \| |
|  |                                                               |
|  | Valdosaurus                                                   |
|  |                                                               |
|  | Elrhazosaurus                                                 |
|  |                                                               |

|  | Valdosaurus   |
|  |               |
|  | Elrhazosaurus |
|  |               |

|  | Dysalotosaurus                                                |
|  |                                                               |
|  | \| \| Valdosaurus \| \| \| \| \| \| Elrhazosaurus \| \| \| \| |
|  |                                                               |
|  | Valdosaurus                                                   |
|  |                                                               |
|  | Elrhazosaurus                                                 |
|  |                                                               |

|  | Valdosaurus   |
|  |               |
|  | Elrhazosaurus |
|  |               |

|  | Dysalotosaurus                                                |
|  |                                                               |
|  | \| \| Valdosaurus \| \| \| \| \| \| Elrhazosaurus \| \| \| \| |
|  |                                                               |
|  | Valdosaurus                                                   |
|  |                                                               |
|  | Elrhazosaurus                                                 |
|  |                                                               |

|  | Valdosaurus   |
|  |               |
|  | Elrhazosaurus |
|  |               |

|  | Dysalotosaurus                                                |
|  |                                                               |
|  | \| \| Valdosaurus \| \| \| \| \| \| Elrhazosaurus \| \| \| \| |
|  |                                                               |
|  | Valdosaurus                                                   |
|  |                                                               |
|  | Elrhazosaurus                                                 |
|  |                                                               |

|  | Valdosaurus   |
|  |               |
|  | Elrhazosaurus |
|  |               |

## Paleobiología

### Modo de desplazamiento
Heinrich, Ruff y Weishampel en 1993 enfatizaron las diferencias en la constitución del fémur que se producen entre los ejemplares juveniles de  D. lettowvorbecki, con una longitud del fémur de hasta aproximadamente 150 milímetros en individuos de mayor edad hasta una longitud del fémur de aproximadamente 180 milímetros. Los huesos de individuos mayores se caracterizan por una mayor resistencia a la flexión y en tener aproximadamente 33% más del volumen del hueso cortical. Los autores no observaron un aumento constante de estos valores a lo largo del período de crecimiento de D. lettowvorbecki, su rápido aumento se produjo solo en el período en que la longitud del fémur aumentó de 150 a 180 milímetros. En opinión de los autores, la razón de los cambios en la estructura del hueso femoral podría haber sido que Dysalotosaurus en el curso del crecimiento cambio en la forma de moverse, mientras que los jóvenes cuyo fémur no excediera los 150 milímetros de longitud serían cuadrúpedos y los mayores, bípedos. Los autores asumen esto con base en la comparación con los esqueletos de los otros dos ornitópodos juveniles, Orodromeus makelai y Maiasaura peeblesorum que los menores D. lettowvorbecki tiene una cabeza mucho más alta en relación con el tamaño de todo el cuerpo que los adultos. Como resultado, el centro de gravedad del cuerpo estaría mucho más cerca del cráneo que los adultos, lo que reforzaría aún más una posición de cuatro patas. Los autores calcularon que si la tasa de crecimiento de Dysalotosaurus era comparable a la tasa de crecimiento de las aves precociales o altriciales, puede ser que la transición a bípedo a partir de una postura de cuatro patas ocurría dentro de los cinco meses después de la eclosión de los huevos, pero si su tasa de crecimiento estaba más cerca de lo que ocurre en los reptiles actuales, el animal pasó a la postura bípeda unos pocos años después de la eclosión, un proceso que no tenía carácter abrupto, sino que se extendía en el tiempo. Según el estudio de Hübner de 2011, es evidente que la tasa de crecimiento de D. lettowvorbecki estaba más cerca de un reptil que de un ave. El fémur alcanzaa 150 milímetros de longitud, cuando el animal tenía alrededor de 4,8 años y los 180 mm de longitud, a la edad de 6,8 años. Hübner también cuestiona la suposición de Heinrich y sus colegas de tener una gran proporción de la cabeza en los menores de D. lettowvorbecki, indicando que el cráneo juvenil descrito en 1994 por Kenneth Carpenter perteneciente a especies estrechamente relacionadas Dryosaurus altus no fue tan grande. El autor también señala que algunas de las características del cuerpo de los juveniles D. lettowvorbecki, por ejemplo cuerpos proporcionalmente más largos que en los adultos para una mejor adherencia al suelo al caminar y correr indican que eran bípedos, y según Hübner, lo más probable es que Dysalotosaurus haya sido un animal de dos patas toda su vida. Debido al hecho de que los huesos de los juveniles de D. lettowvorbecki son más delgados y ligeros que los huesos de los adultos, los jóvenes podrían ser aún más adecuados para correr rápido que los representantes adultos de la especie.

### Crecimiento y desarrollo
Dysalotosaurus era un dinosaurio precoz, que experimentaba su madurez sexual a los diez años de edad, poseía un patrón de crecimiento indeterminado, y una tasa de crecimiento máximo comparable al de un canguro grande.
Gracias a los numerosos fósiles descubiertos de D. lettowvorbecki, se han conocido casi todos los huesos de su esqueleto. Los huesos descubiertos pertenecen a individuos de diferentes edades, lo que permite determinar qué cambios tuvieron lugar en el esqueleto de Dysalotosaurus durante el proceso de ontogénesis. Se sabe, por ejemplo, que en jóvenes representantes de D. lettowvorbeck, las suturas craneales estaban abiertas o al menos claramente visibles. Incluso las suturas entre los huesos del neurocráneo son al menos visibles bajo el microscopio, con la excepción de la base del cráneo. Con la edad, las suturas entre los huesos del cráneo desaparecen. A las del occipucio le siguen las de la bóveda craneana seguidas por las suturas entre los huesos de la base del cráneo y por último los laterales. Los animales jóvenes de la especie D. lettowvorbecki también se caracterizaban por cuencas oculares muy grandes en relación con el tamaño de todo el cráneo, en el curso del crecimiento del animal hubo una reducción proporcional de las cuencas oculares. Este cambio también implicó cambios en la forma de los huesos adyacentes a las cuencas oculares. Por ejemplo, la superficie ventral del hueso frontal que forma la parte del hueso orbital, que es convexa en animales jóvenes, es más aplanada en animales más viejos. En el curso del crecimiento de D. lettowvorbecki, también hubo una elongación proporcional del cráneo, en particular su parte preorbital. En el esqueleto postcraneal de D. lettowvorbecki, al curso del crecimiento del animal le seguía la oclusión de las suturas neurocéntricas y suturas neurocentrales, que conectan el cuerpo vertebral con el arco hemal. En los especímenes más grandes conocidos de Dysalotosaurus se han cerrado completamente las suturas neurocentrales en la cola, pero no en otros sectores, lo que confirma que incluso en estos el crecimiento aún no ha terminado. También demuestra que en D. lettowvorbecki el cierre de la vértebras comienza en las vértebras caudales progresando hacia la zona craneal a medida que crecía. El cierre de estos puntos de sutura que comienza en vértebras caudales y termina en el cuello también se observa en los ornitópodos Hypsilophodon y Thescelosaurus, en el tireofóro Scutellosaurus y en cocodrilos, mientras que en aves y neoceratopsianos este proceso tiene lugar en la dirección opuesta, comenzando desde las vértebras cervicales. En el saurópodo Camarasaurus el proceso de sellado de las costuras comenzaba con la vértebra caudales, pero luego se forma otro centro de osificación en el cuello, terminando en el dorso y el lomo.
No se conocen fósiles de huevos o huesos de individuos recién nacidos de Dysalotosaurus. Sin embargo, la estructura ósea temprana conocida de D. lettowvorbecki, incluyendo el hecho de que, incluso en estos individuos los huesos largos, en particular los huesos de las extremidades posteriores, estaban bien desarrollados y los extremos de unión y salientes óseas estaban osificadas, sugiriendo que los dinosaurios podían caminar al salir del nido. Un estudio de los huesos de D. lettowororbecki sugiere que durante los primeros 6 años de vida su tamaño aumentó a un ritmo moderado, no llegando incluso a 20 kilogramos al final de este período. En los años siguientes, el crecimiento se aceleró, alcanzando una tasa comparable a la de los marsupiales, el crecimiento más rápido duró hasta aproximadamente la edad de 14 años, cuando Dysalotosaurus alcanzaba una masa de aproximadamente 60 kilogramos. En los años siguientes, la tasa de crecimiento disminuyó gradualmente, probablemente deteniéndose casi por completo en la tercera década de la vida del dinosaurio. En la sección transversal del fémur de D. lettowvorbecki se ve en la transición relativamente brusca entre la parte interna del hueso con huellas visibles de alternancia de períodos de crecimiento más rápido y más lento, y la parte exterior, aumentando en una tasa más constante. La transición de intermitente a un crecimiento continuo siguió más o menos hasta la edad de 10 años y de acuerdo con Hübner en 2011 y 2012, probablemente se relaciona con la llegada de D. lettowvorbecki a la  pubertad. Esto significaría que Dysalotosaurus, como muchos otros dinosaurios no cazadores, alcanzaban la madurez sexual antes de alcanzar el tamaño corporal máximo.
Según Chinsama en 1995, la estructura de los huesos preservados de Dysalotosaurus demuestra que durante el período de crecimiento el dinosaurio crecía continuamente. Hübner en 2011 y 2012, sin embargo, descubrieron en los huesos de algunos individuos de D. lettowvorbecki algunas líneas de crecimiento detenido. Son las menos frecuentes en fémures, siendo algo más numerosas en la tibia y los pies, y con mayor frecuencia en los húmeros. Estas líneas no son útiles para estimar la edad de los representantes específicos de D. lettowvorbecki porque no hay evidencia de que surjan a intervalos regulares. Según Hübner, el número de líneas de crecimiento retenidas en los huesos no depende de la edad y el tamaño del animal. A veces, por ejemplo, que en los animales de tamaño mediano de D. lettowvorbecki realiza un crecimiento de la línea detenido en el fémur, y grandes animales no estaban en la única línea de hueso. En esto difiere Dysalotosaurus de muchos otros dinosaurios, incluyendo terópodos, sauropodomorfos basales o pequeños y algunos dinosaurios ornitisquios ya que el cese en el crecimiento en los huesos era la regla y siguieron a intervalos regulares. Según Hübner, la tasa de crecimiento de D. lettowvorbecki era diferente de individuo a individuo y puede depender de factores tales como traumas y las enfermedades de los ejemplares examinados, o por la ocurrencia de períodos de difícil acceso a la alimentación o largas sequías, por ejemplo.

### Estilo de vida
Janensch en 1914 interpretó los dos grupos de un gran número de huesos de la especie D. lettowvorbecki que en el momento de la muerte tenían diversas edades como resultado de la muerte simultánea y repentina de todos los miembros de un solo rebaño de dinosaurios. Esta hipótesis fue criticada por autores posteriores. Russell y sus colegas en 1980 encontraron más probable que los representantes de la especie D. lettowvorbecki, cuyos huesos fueron descubiertos en Tendaguru, murieran como resultado de una sequía extremadamente larga. De acuerdo con estos autores, varios de estos dinosaurios se reunieron en un área pequeña donde todavía podían encontrar algo de vegetación, despojaron el área e incapaces de encontrar alimento, gradualmente murieron de hambre y agotamiento. Por otro lado, Hübner en 2011 concluyó al igual que Janesch que es más probable la muerte repentina de una sola manada de D lettowvorbecki. En su opinión, la evidencia que sustenta tal muerte de estos dinosaurios es el hecho de que la mayoría de los fósiles de la cantera Ig/WJ pertenecen a individuos de la especie D. lettowvorbecki. Otros grupos conocidos de huesos de dinosaurios, en los que la mayoría o todos los huesos pertenecen a una especie, generalmente se interpretan como un remanente de la muerte súbita de toda la manada. Otra evidencia es el hecho de que, aunque Dysalotosaurus es conocido por la gran cantidad de fósiles, todos los cuales fueron descubiertos solo en una cantera. Esto lo distingue de otros dinosaurios cuyos fósiles fueron descubiertos en la formación de sedimentos Tendaguru, por ejemplo, Kentrosaurus, descubierto en aproximadamente 30 lugares diferentes en la región de la formación. No es seguro por qué los fósiles de D. lettowvorbecki, a diferencia de otros dinosaurios, no se han encontrado en ningún otro lugar fuera de la cantera Ig/WJ. Hübner especula que tal vez los dinosaurios más grandes, como los saurópodos o Kentrosaurus más a menudo se atascaban en los pantanos y murieron e incluso si algunos ejemplares de D. lettowvorbecki murieron en otros lugares, sus huesos quedaron destruidas más fácilmente que los huesos de los dinosaurios más grandes o simplemente la manada de D. lettowvorbecki frecuentaba poco las llanuras costeras, terreno que dominaba la zona en el Jurásico Superior. De acuerdo con Hübner tal acumulación en un solo lugar de huesos de dinosaurios, fósiles de los que no se encuentra en ningún otro lugar en el área de la formación Tendaguru, indica que la causa probable fue la muerte de una manada entera simultánea como resultado de un evento repentino, según este autor, lo más probable es que los D. lettowvorbecki terminaran ahogándose sorprendidos por una ola, cuando se encontraban
junto al mar en el canal de marea.
La mayoría de los fósiles conocidos de D. lettowvorbecki pertenecen a individuos jóvenes que aún no han alcanzado la madurez sexual, o a adultos grandes. La falta de huevos y huesos conocidos de crías recién nacidas sugiere que la manada de D. lettowvorbecki murió lejos de sus áreas de reproducción. Hay pocos fósiles de individuos medianos que hayan madurado o alcanzado la pubertad poco antes de la muerte. Si los cúmulos de huesos de la cantera Ig/WJ son en realidad un remanente de una manada de D. lettowvorbecki, un pequeño número de individuos maduros que viven en esta manada el día de su muerte puede demostrar la alta mortalidad de las individuos en esta edad o su abandono de la manada. Hübner en 2011 indicó que en algunas especies de ungulados modernos también ocurre una alta mortalidad de individuos en maduración, principalmente machos. Es el resultado del hecho de que los machos maduros abandonan la manada o son expulsados de la manada por los machos mayores, como resultado de lo cual pierden la protección de la manada y son más fáciles de cazar por los depredadores. También en las hembras maduras de mamíferos ungulados hay una mortalidad superior a la media causada por, entre otros, competencia de hembras mayores. Según Hübner, un pequeño número de representantes maduros de la especie D. lettowvorbecki podría tener causas similares de mortalidad en sus grupos. Esto significaría que el comportamiento social de Dysalotosaurus en cierta medida se parecía al comportamiento social de los ungulados modernos.

### Sentidos
Con base en la tomografía computarizada de la caja cerebral, se encontró que los tres canales semicirculares de Dysalotosaurus tenían aproximadamente la misma longitud. El lado lateral fue ligeramente más largo y el posterior, ligeramente más corto que los demás. Sobre esta base, se encontró que en la posición de descanso, Dysalotosaurus sostenía la boca inclinada hacia arriba en un ángulo de aproximadamente 17°, que es una característica bastante rara. Al igual que los saurópodos, el caracol era relativamente corto, de 9,67 milímetros desde la base de 36 milímetros del cráneo, lo que indica que el rango de mejor audición fue de aproximadamente 3500 Hertz, entre 350 a 3850 Hertz. El caracol corto y la falta de orificios neumáticos en el cráneo pueden sugerir que Dysalotosaurus tuvo problemas para distinguir entre sonidos de alta y baja frecuencia. La forma del cerebro sufría cambios significativos durante el desarrollo del animal, la parte correspondiente a una nariz se alarga considerablemente, se presenta disminución del mesencéfalo, el puente troncoencefálico y la expansión del cerebelo.

### Paleopatología
En 2011 los paleontólogos Florian Witzmann y Oliver Hampe y sus colaboradores, del Museo de Historia Natural de Berlín, descubrieron que las deformaciones de algunos huesos de Dysalotosaurus fueron probablemente causadas por una infección viral similar a la osteítis deformante o enfermedad de Paget, una enfermedad causada por un moderno paramyxovirus. El interior de los huesos se rompe mientras se construye el exterior. Esto conduce a un engrosamiento de la capa externa. Esta es la prueba más antigua de infección viral conocida hasta ahora por la ciencia.

## Paleoecología
El hábitat de la formación Tendaguru, en Tanzania, durante el Jurásico era casi idéntica a la de la formación Morrison en Norteamérica, con un clima semiárido y un hábitat escaso compuesto de helechos solamente y escasos árboles con pequeños oasis que se intercalan en el pie de macizos rocosos, en grandes valles aluviales, excepto por sus intercesiones marinas. Incluso la fauna de formación Tendaguru fue muy similar a la de la formación Morrison, siendo Dysalotosaurus el equivalente africano de Dryosaurus y comparte su hábitat con los saurópodos gigantes como Dicraeosaurus , Barosaurus, Tornieria, Tendaguria y Giraffatitan. Los únicos ornitisquios presentes en la formación fueron precisamente Dysalotosaurus y el espinoso Kentrosaurus. También aquí había grandes terópodos carnívoros como Ceratosaurus, Elaphrosaurus, Ostafrikasaurus y el misterioso Veterupristisaurus, que por sus dimensiones era probablemente el depredador dominante de su hábitat. También se han encontrado algunos huesos de varios pterosaurios, incluido el poco conocido Tendaguripterus.